# Bertrand Amar
Pour les articles homonymes, voir Amar.
Bertrand Amar, né le 24 février 1972, est un animateur français de radio et de télévision spécialisé dans les jeux vidéo. Il a grandi à Sarcelles (95).

## Ses émissions à la radio
Bertrand Amar, dit le "BAM", a commencé la radio en 1999 sur RTL en animant Zik Web pendant 2 ans les week-ends en alternance avec Francis Zégut la semaine.
En 2002 et 2003 sur RTL, il a animé Cinq étoiles durant la saison estivale.
Entre 2004 et 2011, Bertrand était animateur sur la station musicale NRJ : de 2004 à 2008 il animait la tranche musicale 9 h-12 h sur NRJ du lundi au vendredi, ainsi qu'une chronique sur les jeux vidéo intitulée Game News chaque samedi matin. De 2008 à 2011, il animait la tranche 12 h-18 h le week-end sur la même radio.
Depuis la saison 2013-2014, Bertrand Amar est de retour sur NRJ dans le cadre de la présentation de sa rubrique NRJ GAMES consacrée à l'actualité des jeux vidéo.

## Ses émissions sur Internet
En 2010, il lance son blog Bamar En Live consacré aux jeux vidéo en collaboration avec Coca-Cola. Hébergé sur MSN puis Melty, ce blog est, depuis 2015, sur le site NRJ GAMES.
Depuis 2016, il prête sa voix au présentateur de l'émission Playzone de la chaîne PlayStation France.

## Ses émissions à la télévision
En 1994, Bertrand fait ses débuts à la télé sur Canal J. Il y anime une chronique sur les jeux vidéo sur Cajou avant de prendre les commandes du magazine multimédia Des Souris et des Rom en 1995, diffusé pendant 4 ans. Il anime aussi dans l'émission Zboggum sur Canal J.
En 1999, toujours sur Canal J, il prend la rédaction en chef de son magazine quotidien Faut que ça saute !, il présente cette émission. Puis le 3 septembre 2001 il cède sa place à Vanessa de Clausade, Samantha Vandersteen et Olivier Ligné jusqu'au 28 juin 2002, date à laquelle l'émission s'est arrêtée.
En 2001, il anime l’émission Clicomédie sur France 2 et en septembre, il présente une émission sur les jeux vidéo sur Canal J, Re-7 qu'il animera jusqu'en 2006.
Pendant l’été 2002, Bertrand anime Vous n’allez pas le croire sur France 2 aux côtés de Valérie Payet.
En 2007, il rejoint W9 pour animer Buzz, le jeu musical après avoir passé 12 ans sur Canal J.
En 2014, Bertrand Amar a collaboré avec Cyril Hanouna et Arthur autour d'une émission radio-débat portant sur les différentes formes d'addictions.
En 2016, il a lancé en tant que producteur la E-Football League sur L'Équipe 21. Ce championnat de football sur le jeu FIFA 16 mettait en compétition 20 joueurs sur une durée de 19 journées.

## Télévision
- 1995-1999 : Des Souris et des Rom (Canal J)
- A toi de jouer (Canal J)
- Zboggum (Canal J)
- 1999-2001 : Faut que ça saute ! (Canal J)
- 2001 : Clicomédie (France 2)
- 2001-2006 : Re-7 (Canal J)
- 2002 : Vous n’allez pas le croire (France 2)
- 2007-2008 : Buzz, le jeu musical (W9)
- 2009 : La Totale : Jeux Vidéo fait son Cinéma (NRJ 12)
- 2010 : La Totale : 100 % Jeux Vidéo (NRJ 12)
- 2011-2012 : Star Player (Direct Star)
- 2013-2016 : "Digital" (Sport365)
- 2018 : "Le MAG ES1" (ES1 TV)

## Sa maison de production
Bertrand Amar fonde la société de production Bouyaka Productions avec Tim Newman en 2000. L'année suivante, il coproduit et présente l'émission Re-7 sur Canal J.  Il produit également pour cette chaîne Lollytop, Le rendez-vous des filles, un magazine animé par Claire Pérot puis Marina Tomassi et Stéphanie Loire. Il produit aussi des émissions pour MCM, M6, W9, VIRGIN17, NRJ12...
En 2005, il fonde une filiale de Bouyaka, "En large", en s'associant avec François Duroux (ex M6 et Universal Music). 
En 2010, Bouyaka rejoint le groupe Media 365 (Sporever) de Patrick Chêne et Bertrand Amar en reste le directeur général.

## Esport
En 2012, il s'associe à Sasha Brodowski pour co-confer Bang Bang Management, la première agence de gestion de talents esport qui représentera notamment Bruce Grannec (leur première signature), Yellowstar, Kameto ou encore Domingo qui les rejoint en 2015.
Très rapidement Bertrand Amar commence à produire des contenus télévisuels et digitaux portés par les talents de Bang Bang Mangement à l'image de l'E-Football League sur La Chaine L'Equipe (Bruce Grannec et Mahmoud "Brak" Gassama) ou BeIn Esports sur BeIn Sport (Domingo et Tweekz).
Fin 2016, Bang Bang Management rejoint le groupe Webedia et Bertrand Amar prend la direction du pôle esport qui comporte les activités médias (ES1, Millenium, MGG), l'organisation de ligues et de tournois esports (LFL, ESWC, Six French League...) , la gestion de talents esport et la production d'évènements ou d'émissions. 
En Janvier 2018 : lancement de la chaîne de télévision ES1, première chaîne consacrée à l'esport, devenue MGG TV en 2022.
En Janvier 2019 : lancement de la LFL, la Ligue Française de League of Legends.

## Divers
- En 2008, il apparaît dans le clip de Kery James « Banlieusards ».
- En 2012, il apparaît dans un sketch du Golden Show créé par François Descraques.